# Xã Pike, Quận Ohio, Indiana
Xã Pike (tiếng Anh: Pike Township) là một xã thuộc quận Ohio, tiểu bang Indiana, Hoa Kỳ. Năm 2010, dân số của xã này là 527 người.